# Zvoleněves (nádraží)
Zvoleněves je železniční stanice ve východní části obce Zvoleněves v okrese Kladno ve Středočeském kraji. Leží na neelektrizované jednokolejné trati Kralupy nad Vltavou – Louny.

## Historie
Stanice byla uvedena do provozu v únoru 1884, byla vybudována Rakouskou společností státní dráhy (StEG). Společnost StEG nejprve roku 1882 zahájila provoz na dráze z Kralup nad Vltavou do Velvar, následně byla roku 1884 vybudována odbočka ze stanice Mikovice (dnes Kralupy nad Vltavou předměstí) do Zvoleněvsi. V obou případech byla výstavba tratí motivována vybudováním kolejového napojení zdejších cukrovarů.
Koncesi pro výstavbu navazujícího úseku do Vinařic získal císařský advokát Filip Neumann, výstavbu provedla společnost České obchodní dráhy (BCB). Trať byla roku 1888 propojena s tratí Buštěhradské dráhy v Kladně Dubí a byla využívána pro přepravu uhlí z kladenských dolů do Kralup nad Vltavou. Roku 1982 byla na trati zastavena doprava a došlo ke snesení úseku mezi Zvoleněvsí a Tuhání. Úsek z Kladna Dubí byl zachován jako vlečka Správy státních hmotných rezerv.
Trať do Vinařic, respektive Kladna Dubí, podjížděla v Podlešíně viadukt Pražsko-duchcovské dráhy, s její tratí však nebyla propojena. Politik Agrární strany Jan Malypetr však v dubnu 1919 navrhl v Poslanecké sněmovně vybudování kolejového propojení mezi Podlešínem a Zvoleněvsí. Spojka byla vybudována roku 1922 a vedla ke zkrácení jízdních dob vlaků, směřujících z Mostu do Prahy. Ty nyní místo sklonově náročné trasy přes Litovice, Rudnou u Prahy a Prokopské údolí využívaly trať podél Vltavy.

## Popis
Ve stanici se nacházejí dvě nekrytá jednostranná nástupiště, k příchodu k vlakům slouží přechody přes koleje.

### Konfigurace kolejiště
Ve stanici se nachází tři dopravní koleje (od budovy číslované 1, 2, 4) a dvě koleje manipulační (3, 5), přičemž všechny dopravní koleje jsou průjezdné, třetí a pátá kolej je kusá. Ve stanici je celkem 6 výhybek. Výhybky pro jízdu na dopravní koleje jsou přestavovány elektromotoricky, výhybka 3 a výkolejky Vk1, Vk2 a Vk3 jsou přestavovány ručně. Klíče od výhybek a výkolejek jsou drženy v elektromagnetických zámcích EZ Vk1/3t/3 a EZ Vk2/Vk3. Odjezdová návěstidla jsou ve směru Kralupy nad Vltavou umístěna u všech dopravních kolejích přímo u koleje a platí pouze pro jednu kolej (S1, S2a, S4a), ve směru Louny jsou umístěna dvě (L1, L2b), platí pouze pro jednu kolej. U druhé a čtvrté koleje jsou ve směru Kralupy nad Vltavou dále umístěna cestová návěstidla Sc2 a Sc4, ve směru Louny jsou umístěna cestová návěstidla Lc2 a Lc4. Cestová návěstidla slouží jako předvěst odjezdového návěstidla L2b. Výprava vlaků s přepravou cestujících se provádí návěstí hlavního návěstidla.
Do stanice jsou zaústěny dvě traťové koleje – od Kralup nad Vltavou (vjezdové návěstidlo L) a od Loun (vjezdové návěstidlo S). Do páté koleje je zaústěna vlečka Cukrovar Zvoleněves.

### Zabezpečovací zařízení
Stanice je vybavena zabezpečovacím zařízením 3. kategorie – elektronickým stavědlem STARMON K-2002 ovládaným z jednotného obslužného pracoviště, pro kontrolu volnosti se používají počítače náprav. Zabezpečovací zařízení je ovládáno dálkově výpravčím stanice Podlešín, případně místně.
V přilehlých mezistaničních úsecích je zřízeno traťové zabezpečovací zařízení 3. kategorie – automatické hradlo AH-88A bez oddílových návěstidel.